# 反中性子
反中性子（はんちゅうせいし、Antineutron）は中性子の反粒子である。いくつかのパラメータで中性子とは反数の値を取る。質量は中性子と同じであり、電荷も中性子と同じゼロであるが、バリオン数は中性子の+1に対して-1を取る。これは、中性子がクォークから出来ているのに対して、反中性子は反クォークから出来ているためである。特に、反中性子は1つの反アップクォークと2つの反ダウンクォークから構成される。
反中性子は電気的に中性のため、直接観測することは容易ではない。その代わり、対消滅による生成物が観測される。理論的には、束縛されていない反中性子は中性子のベータ崩壊に対応する過程で、反陽子と陽電子、ニュートリノに崩壊する。理論的には、バリオン価の保存の破れを許容する未知の物理過程があるとすれば、中性子-反中性子振動が存在する可能性が指摘されている。
反中性子は、反陽子が発見された翌年の1956年に、ローレンス・バークレー国立研究所のベバトロンを用いた陽子-陽子衝突の実験を行っていた際に、ブルース・コークによって発見された。

## 磁気モーメント
反中性子の磁気モーメントは中性子の反対であり、中性子の-1.91 μNに対して1.91 μNである。ここで、μNは核磁子を表す。